# Ернст Денер
Ернст Денер (нім. Ernst Dehner; 5 березня 1889, Герсбрук — 13 вересня 1970, Кенігштайн-ім-Таунус) — німецький воєначальник, генерал піхоти вермахту. Кавалер Лицарського хреста Залізного хреста.

## Біографія

### Перша світова війна
Народився 5 березня 1889 року в Герсбруці (Баварія). З 1 жовтня 1908 року служив в рядах Баварської армії, один рік служив у 14-му піхотному полку «Гартман». Після закінчення служби був звільнений у запас, через рік продовжив службу. У 1911 році вступив до Мюнхенської військової школи. Після початку Першої світової війни у вересні 1914 року вирушив на фронт, але в грудні був поранений і вирушив на лікування. З 1915 року — командир роти 23-го Баварського резервного піхотного полку. З 12 серпня 1916 по 15 грудня 1917 року перебував у французькому полоні, 8 серпня 1918 року інтернований у Швейцарію, звідки повернувся на батьківщину. 22 березня 1918 року звільнився у званні гауптмана.

### Міжвоєнні роки
Після закінчення війни Денер служив у рейхсвері командиром роти в різних полках. У січні 1929 року переведений в штаб 6-ї дивізії в 6-му військовому окрузі. 1 лютого 1931 року отримав звання майора. У 1934 році призначений командиром 2-го батальйону 18-го піхотного полку, а потім 2-го піхотного батальйону полку «Мюнстер». У липні 1934 року проведений в підполковники, один рік відвідував Військово-спортивну школу для командирів батальйонів у Вюнсдорфі. У жовтні 1936 року отримав звання оберст-лейтенанта.

### Друга світова війна

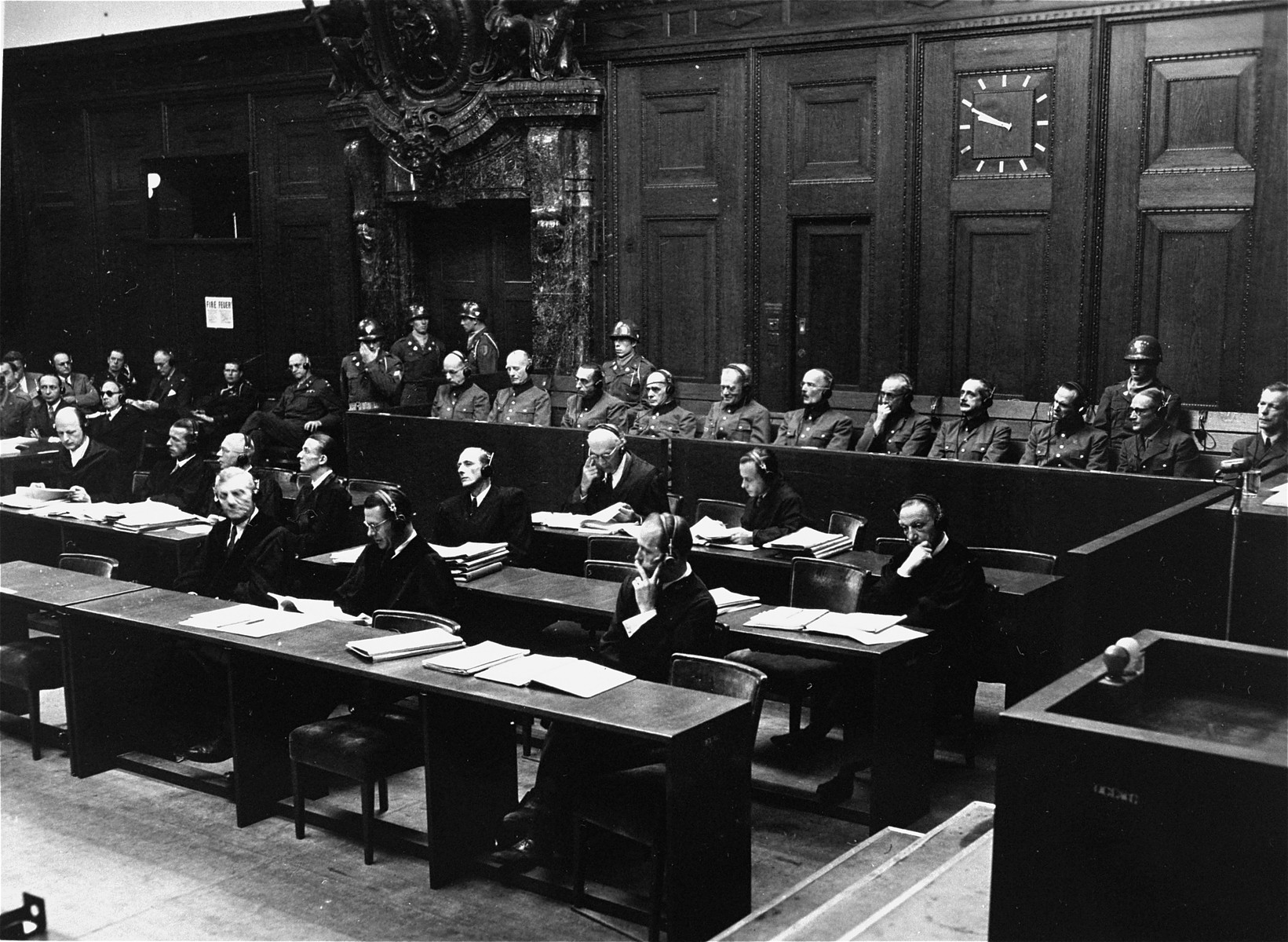
Денер (п'ятий праворуч) на лаві підсудних

На початку Другої світової війни Денер командував 87-м піхотним полком 36-ї піхотної дивізії (12-й військовий округ). 1 жовтня 1940 він був проведений в генерал-майори, 22 листопада 1940 року очолив 106-ту піхотну дивізію 6-го військового округу, 12-ї хвилі мобілізації. Дивізія до червня 1941 року проходила підготовку в Кельні. У складі групи армій «Центр» дивізія брала участь в операції «Барбаросса» і наступала спочатку на Смоленськ, а потім на Москву. В ході операції «Тайфун» 4-та танкова армія в боях під Москвою зазнала низки поразок і змушена була відступити. До травня 1942 року від 106-ї піхотної дивізії, яка воювала в 15-тій армії, залишилася одна бойова група. 1 жовтня 1942 Денер був проведений в генерал-лейтенанти і очолив 82-й армійський корпус, а 1 грудня 1942 року був проведений в генерали піхоти.
15 липня 1943 року Денер був переведений на південно-західний фронт, на Балкани, де очолив 69-й резервний (пізніше 69-й армійський) корпус, який воював у Хорватії проти тітовських партизан. До 31 березня 1944 року командував корпусом. 5 серпня 1944 року призначений правонаступником генерала піхоти Теодора Гейба, який був поранений у сутичці з французькими партизанами (помер 26 листопада 1944) і очолив армійські частини на півдні Франції. Після відступу Вермахту з південної і західної частин Франції, 17 листопада 1944 року залишив свою посаду і був переведений в резерв. Станом на 22 січня 1945 залишався генералом для особливих доручень в групі армій «A». 8 травня 1945 року потрапив у полон до американців, звідки звільнився тільки у 1947 році.

### Після війни
На Нюрнберзькому процесі над генералами південно-східного фронту (або процесом по заручниках) Денер постав підсудним і був звинувачений у масових вбивствах цивільного населення (особливо під час операції «Пантера» в хорватських землях Кордун і Бановина). 19 лютого 1948 році засуджений до 7 років позбавлення волі. Однак у ході дискусій про переозброєння Західної Німеччини й на тлі Корейської війни за рішенням верховного комісара Джона Макклоя і при підтримці Консультативної ради з помилування воєнних злочинців на чолі з Девідом Пеком від 31 січня 1951 року Денер був помилуваний. 3 лютого 1951 року Денер і ще 32 інших засуджених покинули військову в'язницю Ландсберг.

## Нагороди
- Медаль принца-регента Луїтпольда (6 березня 1911)
- Залізний хрест
  - 2-го класу[3] (12 жовтня 1914)
  - 1-го класу (8 квітня 1916)
- Орден «За заслуги» (Баварія) 4-го класу з мечами (16 квітня 1915)
- Нагрудний знак «За поранення» в чорному (6 листопада 1918)
- Почесний хрест ветерана війни з мечами (25 жовтня 1934)
- Медаль «За вислугу років у Вермахті» 4-го, 3-го, 2-го і 1-го класу (15 років)
- Застібка до Залізного хреста
  - 2-го класу (14 вересня 1939)
  - 1-го класу (1 листопада 1939)
- Медаль «За Атлантичний вал» (квітень 1940)
- Штурмовий піхотний знак в сріблі (8 липня 1940)
- Лицарський хрест Залізного хреста (18 жовтня 1941)[4] як генерал-майор і командир 106-ї піхотної дивізії[5]
- Медаль «За зимову кампанію на Сході 1941/42» (3 серпня 1942)
- Орден Корони короля Звоніміра, великий хрест з мечами (Хорватія) (27 березня 1944)